# Merops gularis
El abejaruco negro (Merops gularis) es una especie de ave coraciforme de la familia Meropidae, propia de la selva tropical africana.

## Descripción
Mide 20 cm de longitud. La mayoría de su plumaje es negro, con cejas, vientre y jaspeado en el pecho color azul brillante; y el mentón, la garganta, las plumas primarias de las alas, el obispillo y las coberteras bajo la cola son de color rojo.

## Subespecies
Se han registrado dos subespecies:
- M. g. gularis - desde Sierra Leona hasta el sureste de Nigeria, tiene la frente azul y una lista superciliar azul cobalto brillante.
- M. g. australis - desde el sureste Nigeria al noreste de la República Democrática del Congo y de sur a norte en Angola, carece de la franja superciliar, tiene la frente negra, con algunas plumas azules, las rayas azules en el pecho y el vientre, presentan a veces puntas rojo escarlata.[4]

## Distribución
Se encuentra en Angola, Camerún, Costa de Marfil, Gabón, Ghana, Guinea, Guinea-Bissau, Guinea Ecuatorial, Liberia, Nigeria, República Centroafricana, República del Congo, República Democrática del Congo, Sierra Leona, Togo y Uganda.